# BNP Paribas Masters 2013
BNP Paribas Masters 2013 byl profesionální tenisový turnaj mužů, hraný jako součást okruhu ATP World Tour, v komplexu Palais omnisports de Paris-Bercy na krytých dvorcích s tvrdým povrchem. Konal se mezi 28. říjnem až 3. listopadem 2013 ve francouzské metropoli Paříži jako 42. ročník.
Turnaj se po grandslamu řadil do druhé nejvyšší kategorie okruhu ATP World Tour Masters 1000 a představoval poslední událost této devítidílné série, když na ní bezprostředně navazoval londýnský Turnaj mistrů. Prize money činily 2 646 495 eur a celková dotace pak dosáhla částky 3 204 745 eur.
Nejvýše nasazeným hráčem ve dvouhře byl první hráč světa Rafael Nadal ze Španělska, kterého v semifinále vyřadil obhájce titulu a krajan David Ferrer. Ten ve finále podlehl Srbu Novaku Djokovićovi, který v následné pondělní klasifikaci ze 4. listopadu setrval na 2. místě žebříčku ATP.

## Distribuce bodů a finančních odměn

### Distribuce bodů
| Soutěž       | Vítězové | F   | SF  | ČF  | 16 v kole | 32 v kole | 64 v kole | Q  | Q2 | Q1 |
| ------------ | -------- | --- | --- | --- | --------- | --------- | --------- | -- | -- | -- |
| dvouhra mužů | 1000     | 600 | 360 | 180 | 90        | 45        | 10        | 25 | 16 | 0  |
| čtyřhra mužů | 1000     | 600 | 360 | 180 | 90        | 45        | 0         |    |    |    |

### Finanční odměny
Celkový rozpočet turnaje činil 3 204 745 eur.
| Soutěž       | Vítězové | Finále   | Semifinále | Čtvrtfinále | 16 v kole | 32 v kole | 64 v kole | Q2     | Q1     |
| ------------ | -------- | -------- | ---------- | ----------- | --------- | --------- | --------- | ------ | ------ |
| dvouhra mužů | €522 100 | €256 000 | €128 850   | €65 520     | €34 020   | €17 940   | €9 685    | €2 150 | €1 090 |
| čtyřhra mužů | €155 400 | €76 060  | €38 150    | €19 580     | €10 120   | €5 340    |           |        |        |

* na pár

## Dvouhra mužů

### Nasazení
| Nasazení | ATP1 | Tenista               | Body          | Body       | Body    | Body       |
| Nasazení | ATP1 | Tenista               | před turnajem | obhajované | získané | po turnaji |
| -------- | ---- | --------------------- | ------------- | ---------- | ------- | ---------- |
| 1.       | 1.   | Rafael Nadal          | 11 670        | 0          | 360     | 12 030     |
| 2.       | 2.   | Novak Djoković        | 11 120        | 10         | 1000    | 10 610     |
| 3.       | 3.   | David Ferrer          | 6 600         | 1 000      | 600     | 5 800      |
| 4.       | 5.   | Juan Martín del Potro | 5 365         | 90         | 180     | 5 055      |
| 5.       | 6.   | Roger Federer         | 4 245         | 0          | 360     | 3 805      |
| 6.       | 7.   | Tomáš Berdych         | 4 180         | 180        | 180     | 3 980      |
| 7.       | 8.   | Stanislas Wawrinka    | 3 240         | 90         | 180     | 3 330      |
| 8.       | 9.   | Jo-Wilfried Tsonga    | 3 235         | 180        | 10      | 3 065      |
| 9.       | 10.  | Richard Gasquet       | 3 130         | 10         | 180     | 3 300      |
| 10.      | 11.  | Milos Raonic          | 2 860         | 90         | 90      | 2 860      |
| 11.      | 12.  | Tommy Haas            | 2 425         | 0          | 10      | 2 435      |
| 12.      | 13.  | Nicolás Almagro       | 2 290         | 90         | 90      | 2 290      |
| 13.      | 14.  | John Isner            | 2 070         | 10         | 90      | 2 150      |
| 14.      | 15.  | Jerzy Janowicz        | 2 150         | 625        | 90      | 1 615      |
| 15.      | 16.  | Gilles Simon          | 2 060         | 360        | 90      | 1 790      |
| 16.      | 17.  | Fabio Fognini         | 2 010         | 0          | 10      | 1 930      |

- 1 Žebříček ATP k 21. říjnu 2013.

### Jiné formy účasti
Následující hráči obdrželi divokou kartu do hlavní soutěže:
- Michaël Llodra
- Nicolas Mahut
- Adrian Mannarino

Následující hráč získal do hlavní soutěže zvláštní výjimku:
- Édouard Roger-Vasselin

Následující hráči postoupili z kvalifikace:
- Santiago Giraldo
- Robin Haase
- Pierre-Hugues Herbert
- Michał Przysiężny
- Igor Sijsling
- Bernard Tomic
  -  Pablo Andújar – jako šťastný poražený

#### Odhlášení
před zahájením turnajem
- Andy Murray
- Jürgen Melzer
- Juan Mónaco
- Gaël Monfils
- Sam Querrey
- Tommy Robredo
- Janko Tipsarević

## Mužská čtyřhra

### Nasazení
| Stát           | Hráč              | Stát          | Hráč                   | ATP1 | Nasazení |
| -------------- | ----------------- | ------------- | ---------------------- | ---- | -------- |
| Spojené státy} | Bob Bryan         | Spojené státy | Mike Bryan             | 2.   | 1.       |
| Rakousko       | Alexander Peya    | Brazílie      | Bruno Soares           | 7.   | 2.       |
| Španělsko      | Marcel Granollers | Španělsko     | Marc López             | 13.  | 3.       |
| Chorvatsko     | Ivan Dodig        | Brazílie      | Marcelo Melo           | 20.  | 4.       |
| Indie          | Rohan Bopanna     | Francie       | Édouard Roger-Vasselin | 27.  | 5.       |
| Španělsko      | David Marrero     | Španělsko     | Fernando Verdasco      | 28.  | 6.       |
| Kanada         | Daniel Nestor     | Indie         | Leander Paes           | 28.  | 7.       |
| Pákistán       | Ajsám Kúreší      | Nizozemsko    | Jean-Julien Rojer      | 30.  | 8.       |

- 1 Žebříček ATP k 21. říjnu 2013; číslo je součtem žebříčkového postavení obou členů páru.

### Jiné formy účasti
Následující páry obdržely divokou kartu do hlavní soutěže:
- Kenny de Schepper /  Pierre-Hugues Herbert
- Adrian Mannarino /  Gaël Monfils

## Přehled finále

### Mužská dvouhra
- Novak Djoković vs.  David Ferrer, 7–5, 7–5

### Mužská čtyřhra
- Bob Bryan /  Mike Bryan vs.  Alexander Peya /  'Bruno Soares, 6–3, 6–3